# Prix Normande-Juneau
Le Prix Normande-Juneau est une ancienne distinction québécoise remise par l'Association québécoise des critiques de cinéma (AQCC) qui récompense le meilleur court métrage de l'année.
Le Prix Normande-Juneau a été créé en 1986. Il a été renommé en 1995 et 1996 « Prix de l'AQCC pour le meilleur court métrage québécois de l'année » avant d'être abandonné à partir de 1997. Il a partiellement été remplacé depuis par deux prix thématiques, le « Prix de la meilleure Fiction, court ou moyen métrage » et le « Prix du meilleur documentaire, court ou moyen métrage ».

## Lauréats
- 1986 - Transit (Richard Roy)
- 1987 - L'Homme qui plantait des arbres (Frédéric Back)
- 1988 - Sortie 234 (Michel Langlois)
- 1989 - Loin d'où (Mishka Saäl)
- 1990 - On a marché sur la Lune (Johanne Prégent)
- 1991 - Lettre à mon père (Michel Langlois)
- 1992 - Le Singe bleu (Esther Valiquette)
- 1993 - Repas compris (Mario Bolduc)
- 1994 - Aube urbaine (Jeannine Gagné)
- 1995 - La Fin du monde en quatre saisons - The End of the World in four Seasons (Paul Driessen)
- 1996 - La Dame aux poupées (Denys Desjardins)